# Jesús Pardo
Jesús Pardo de Santayana Díez (Torrelavega, Cantabria, 5 de mayo de 1927-Madrid, 22 de mayo de 2020) fue un periodista, escritor y traductor políglota español.

## Biografía
A los dos años fue a vivir  junto a dos hermanas con sus tíos Curra y Rafael Díez en el palacete Villa San José del Sardinero (Santander), en cuya biblioteca se aficionó a la lectura. Su familia era de la hidalguía montañesa y su abuelo fue el armador Leopoldo Pardo de Santayana, un amante de la cultura que frecuentaba la tertulia de Henrici. A los 21 años, en 1948, y ya provisto de una erudición desordenada, Jesús marchó a Madrid y trabajó fundamentalmente como traductor e intérprete de francés e inglés en los sindicatos verticales de entonces, pero en 1952 se diplomó en la Escuela Oficial de Periodismo, mientras frecuentaba el Café Gijón, y Juan Aparicio lo designó corresponsal de Pueblo y Madrid en Londres, donde permaneció veinte años llevando una vida muy agitada y disoluta; allí abandonó su ideología franquista y se volvió demócrata y en 1966 le fue concedida por el Ministerio de Asuntos Exteriores la encomienda de la Orden del Mérito Civil por su labor. Se casó con la inglesa Pauline Knibbs, de la que tuvo dos hijos, aunque el matrimonio fue anulado y se volvió a casar.[cita requerida]
Fue brevemente corresponsal de Madrid en Nueva York, corresponsal volante de Cambio 16 y redactor y delegado en Ginebra y Copenhague de la Agencia EFE, así como fundador y director entre 1975 y 1978 de Historia 16. A partir de 1987 se dedicó a la labor literaria, en la que destacó como memorialista con libros como Autorretrato sin retoques (1999), Memorias de memoria (1974-1988) (2001) y Borrón y cuenta vieja (2009), donde critica la mediocridad de la vida cultural de posguerra. También realizó la traducción de los quince idiomas que leía de más de doscientos libros, (por ejemplo, las Poesías completas de August Strindberg y de Henrik Ibsen, los Cantos pisanos de Ezra Pound y diversas obras de Ted Hughes y su mujer Sylvia Plath, pero también obras de Charles Dickens, Mark Twain, Richard Ford, Sören Kierkegaard, Isak Dinesen, Nadine Gordimer, Pier Paolo Pasolini, Noah Gordon, Joseph Roth, Saul Bellow, James Michener etc.) tradujo en especial del inglés, italiano, sueco, danés y noruego; también abundó el elemento autobiográfico en cuatro de sus novelas, Ahora es preciso morir, Ramas secas del pasado, Cantidades discretas y Eclipses, bajo el personaje del santanderino Alejandro Malalbear; por último, cultivó la novela histórica con una trilogía romana Yo, Trajano, Aureliano y La gran derrota de Diocleciano y escribió biografías y ensayos críticos sobre Walt Whitman, Galileo Galilei y Dante Alighieri.
Padeció una profunda depresión, de la que salió en 2001, y se reconvirtió al catolicismo tras cuarenta años de descreimiento total. [cita requerida] En 1994 recibió el Premio Nacional de Traducción de Finlandia. En marzo de 2013 donó a la Biblioteca Nacional de España los documentos que componían su archivo personal.[cita requerida]
Falleció en la residencia donde vivía en Madrid a los noventa y tres años el 22 de mayo de 2020.

## Premios y reconocimientos
- 1994, Premio Nacional de Traducción de Finlandia.[4]
- 2016, Premio Honorífico de las Letras concedido por el ayuntamiento de Santander.[2]

## Obras publicadas

### Novelas
- Ahora es preciso morir (1982)
- Ramas secas del pasado (1984)
- Cantidades discretas (1986)
- Operación Barbarossa: historia ficción (1988)
- Las últimas horas de Pincher Trumbo: divertimento temporal (1989).
- Yo, Marco Ulpio Trajano (1991)
- Eclipses (1993)
- Aureliano. El emperador que se hizo llamar Dios (2001)
- La gran derrota de Diocleciano: el emperador que persiguió a los cristianos (2004)
- Rojo perla (El Desvelo Ediciones, 2014. EAN 9788494024269)

### Ensayos históricos
- La crisis comunista en los países del este (1969)
- Walt Whitman (el hombre y la obra) (1975)
- Galileo Galilei (1977, 1985 y 1991)
- Dante Alighieri (1984 y 1991)
- Conversaciones con Transilvania: viaje a través de quince siglos (1988)
- Zapatos para el pie izquierdo: hechos e inventos que cambiaron el mundo (1998)
- Las preguntas que movieron el mundo (1999)
- Las damas del franquismo (2000)
- Bajas esferas, altos fondos (2005)

### Libros de poemas
- Presente vindicativo estrictamente epidérmico: poemas de amor y tiempo, 1949-1976 (1977)
- Faz en las fauces del tiempo (poemas 1976-1979) (1982)
- Antología final. Poemas 1949-1996 (1997)
- Gradus ad mortem, I - II - III (2003)
- Gradus ad mortem IV - V - VI (2009)
- Gradus ad mortem VII - VIII (2009)
- Gradus ad mortem IX y X (2012)

### Cuentos
- Cincuenta historias de repente (2003)

### Viajes
- Bucarest (1991)

### Volúmenes de memorias
- Autorretrato sin retoques (Barcelona, Anagrama, 1996)
- Memorias de memoria: 1974-1988 (2001)
- Borrón y cuenta vieja: 1974-2007 (2009)

### Traducciones
- August Strindberg, Poesías completas (2004).